# Qūsheh
Qūsheh (persiska: قوشه) är en ort i Iran.   Den ligger i provinsen Semnan, i den norra delen av landet, 240 km öster om huvudstaden Teheran. Qūsheh ligger 1 296 meter över havet och antalet invånare är 135.
Terrängen runt Qūsheh är platt åt sydost, men åt nordväst är den kuperad. Terrängen runt Qūsheh sluttar brant österut.Runt Qūsheh är det glesbefolkat, med 9 invånare per kvadratkilometer. Närmaste större samhälle är Amravān, 11,5 km öster om Qūsheh. Omgivningarna runt Qūsheh är i huvudsak ett öppet busklandskap.